# Kościół Matki Boskiej Szkaplerznej w Pokrzywnicy

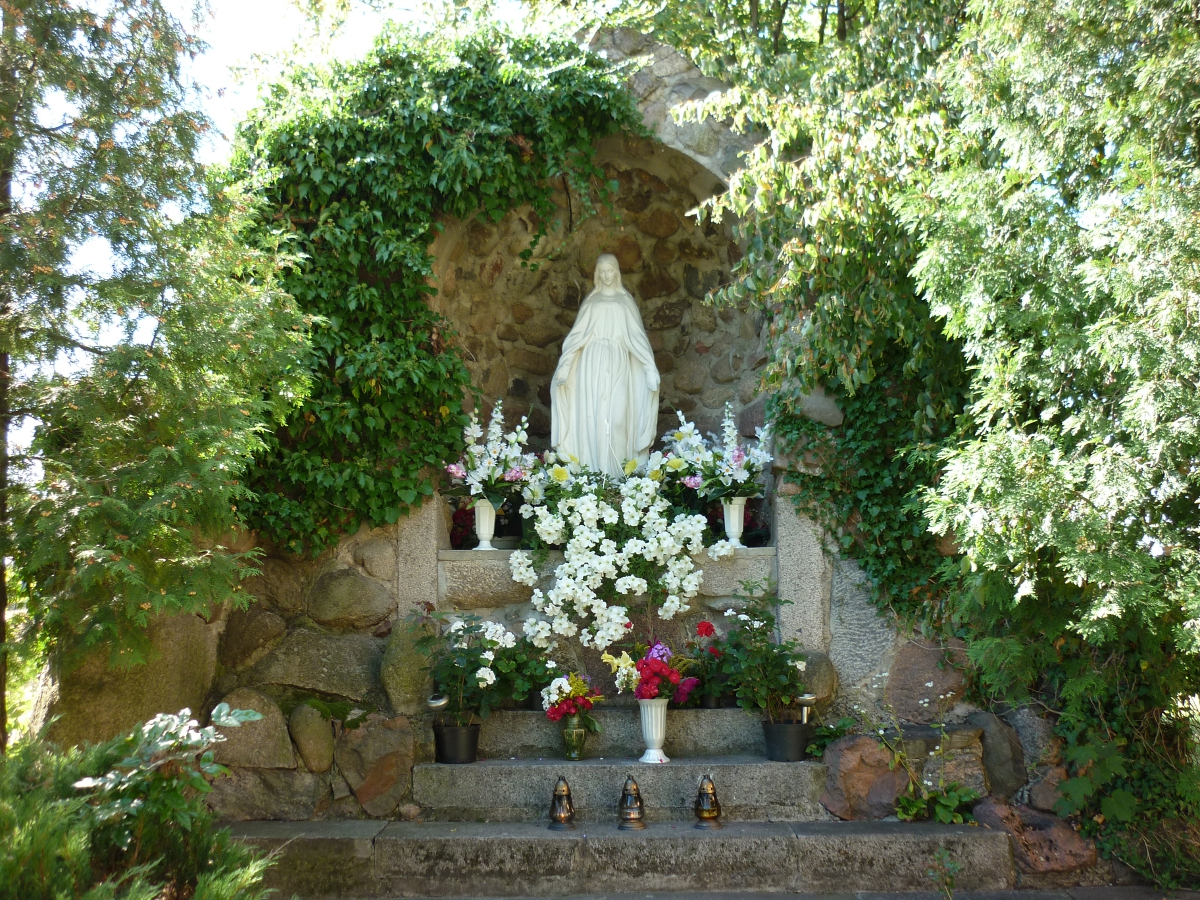
Grota NMP przy kościele

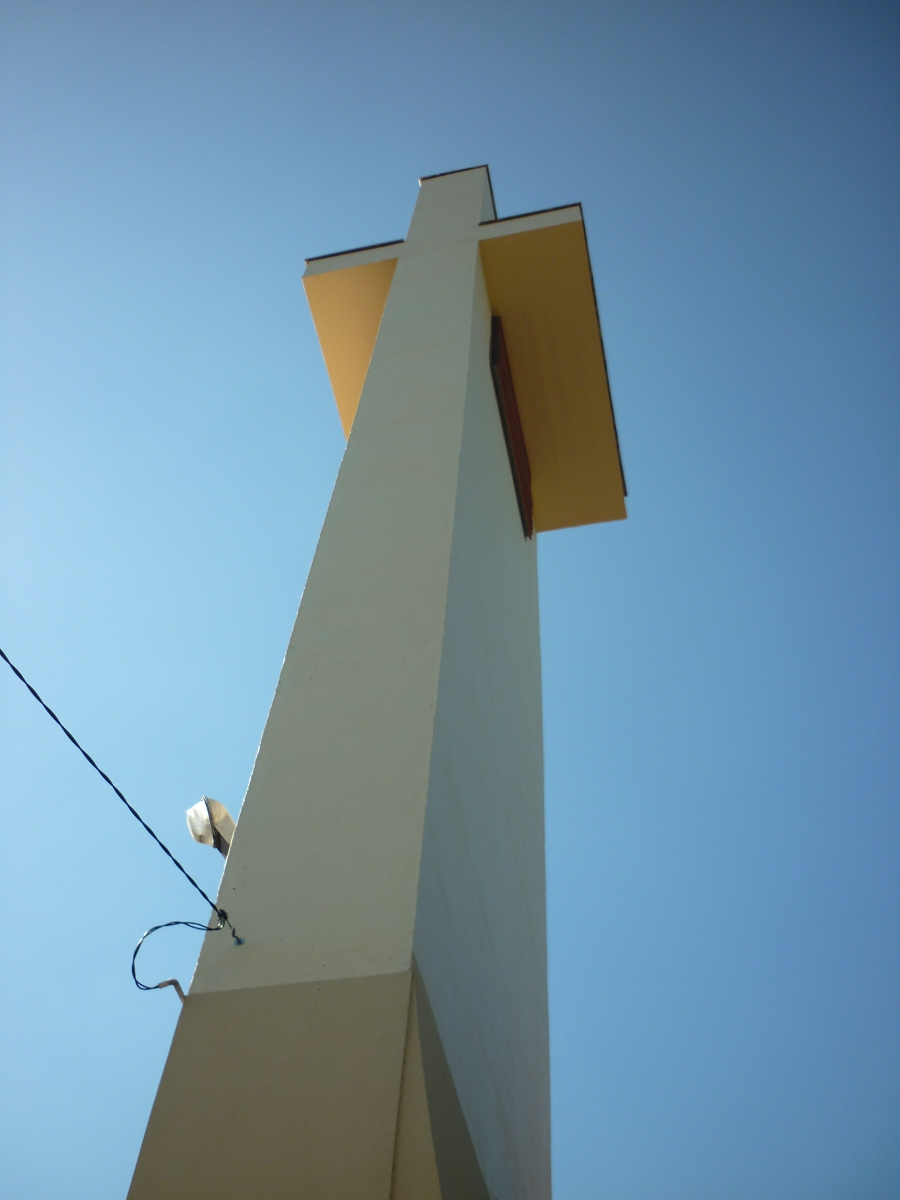
Dzwonnica

Kościół pw. Matki Boskiej Szkaplerznej w Pokrzywnicy – katolicki kościół położony na wzniesieniu, w centralnej części Pokrzywnicy.

## Historia
Pierwotnie istniał kościół drewniany, który funkcjonował do końca XVII w. Nowa świątynia została zbudowana ok. 1690 r. Konsekrował ją w 1693 r. bp Andrzej Chryzostom Załuski. W 1852 r., z powodu znacznego zniszczenia, część kościoła została rozebrana. Nowy, murowany kościół został wzniesiony staraniem ks. A. Dąbrowskiego w 1881 r. Konsekrował go 21 września 1885 r. bp Henryk Piotr Kossowski, biskup pomocniczy płocki.
W czasie II wojny światowej w 1944 r. kościół został doszczętnie zniszczony.
W 1945 r. ks. Feliks Malinowski wybudował drewniany barak, w którym przez długie lata odprawiano nabożeństwa. Dopiero w 1978 r. ks. Józef Kanicki rozpoczął budowę nowego, obecnego kościoła wg projektu Andrzeja Pawlikowskiego. Prace trwały do 1984 r. 7 października 1984 r. bp Bogdan Sikorski konsekrował świątynię.